# Žarko Obradović
Žarko Obradović, cyr. Жарко Обрадовић (ur. 21 maja 1960 w Ivangradzie) – serbski polityk i wykładowca akademicki, w latach 2008–2013 minister edukacji, od 2011 również minister nauki.

## Życiorys
Ukończył studia na Wydziale Nauk Politycznych Uniwersytetu w Belgradzie, na tej samej uczelni uzyskał magisterium i doktorat. Był członkiem Związku Komunistów Jugosławii, a także etatowym pracownikiem struktur administracji socjalistycznej. Po przemianach politycznych wstąpił do Socjalistycznej Partii Serbii. Zaangażował się w działalność naukową jako wykładowca Uniwersytetu Megatrend, na którym m.in. pełnił funkcję dziekana Wydziału Administracji Publicznej. W latach 1998–2000 zajmował stanowisko wiceministra ds. samorządu lokalnego, następnie przez kilka miesięcy do 2001 w rządzie przejściowym był wiceministrem szkolnictwa wyższego.
Od 2000 wybierany do Zgromadzenia Narodowego. Był wiceprzewodniczącym i przewodniczącym frakcji poselskiej SPS, w 2006 został wiceprzewodniczącym partii. 15 maja 2007 objął stanowisko ministra edukacji w rządzie Mirka Cvetkovicia. Od 14 marca 2011, po dokonanej rekonstrukcji, powierzono mu również obowiązki ministra nauki i rozwoju technologicznego. Urząd ten zachował w powołanym 27 lipca 2012 gabinecie Ivicy Dačicia. Z rządu odszedł 2 września 2013. W 2014 i 2016 ponownie wybierany do Skupsztiny. Również w 2020 otrzymał mandatowe miejsce na liście socjalistów, uzyskując reelekcję na kolejną kadencję.